# Megalomyrmex glaesarius
Megalomyrmex glaesarius är en myrart som beskrevs av Kempf 1970. Megalomyrmex glaesarius ingår i släktet Megalomyrmex och familjen myror. Inga underarter finns listade i Catalogue of Life.